# Зигмунт Щотковський
Зи́гмунт Франці́шек Щотко́вський пол. Zygmunt Franciszek Szczotkowski (5 (17) вересня 1877, у Варшаві — 9 лютого 1943, Колонія Біжанів) — польський гірничий інженер, перший польський директор шахти «Яніна» у Лібйонжу.

## Життєпис
Син Стефана-Вінсента Анджея народився 1 лютого 1843 в садибі Стефанполе поблизу села Рієбіні (Латгалія, Вітебська губернія), з родини колишніх лівонських поміщиків гербу Лодзя, залізничного урядника, який жив у родовому маєтку поблизу Стефаново біля Влоцлавка, та Марії-Філомени (до шлюбу Кольбе, народилася в 1849, померла 21 лютого 1931 в Лібйонжу).
Батько Зигмунта, Стефан Щотковський ще юнаком разом з матір'ю підтримували січневих повстанців, за що Щотковські були покарані втратою маєтку, а він сам був відправлений в 1864 вглиб Російської імперії. У 1867 приїхав до Варшави і одружився тут. Невдовзі захворів на туберкульоз і помер у 1879, коли його синові було два роки.
Спочатку Зигмунт ходив до школи у Влоцлавку, пізніше, мати вирішила переїхати з ним до Варшави, де він отримав у 1896 атестат зрілості в реальній гімназії.

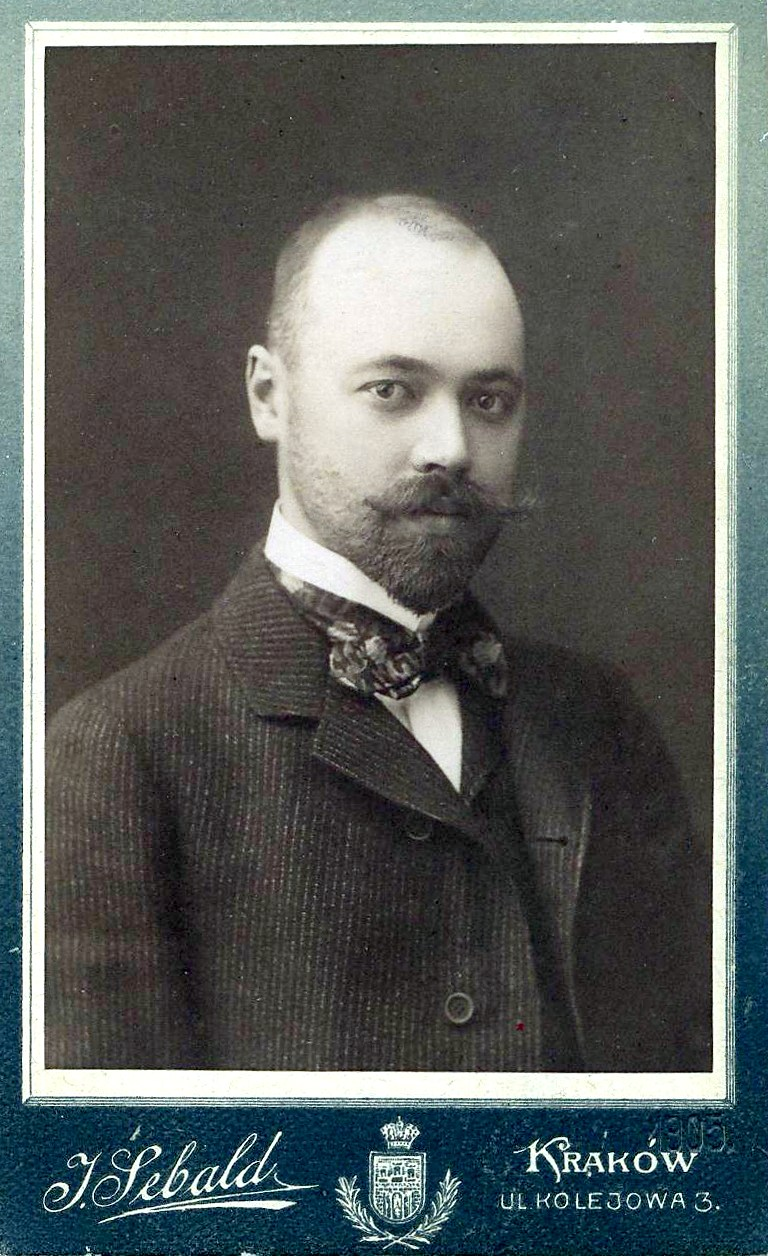
Зигмунт Щотковський у 1905 році

Потім він навчався в гірничій академії в Леобені (Австрія), по закінченню якої 24 лютого 1900 отримав диплом гірничого інженера. По закінченню цього вишколу взяв участь у підготовці до експедиції в Уральських горах, де мали бути досліджені можливості добування місцевих копалин, але незабаром припинив свою участь у цій підготовці.
У січні 1901 р. склав іспит перед Спеціальною шахтарською комісією Домбровського округу.
У 1901–1906 рр. Зигмунд Щотковський займався розвідкою спуску «Клімонтов» в кам'яновугільної шахті «Нивка» біля Сосновця. З липня 1906 р. керував шахтою «Сатурн» в Челядзі.
У 1913 р. звільнився та поїхав до Франції й Бельгії, де вивчав сучасні технології, щоб згодом застосувати їх в запроектованій гірничорятувальній станції у Сосновці.
У 1914–1919 рр. був керівником Постійної канцелярії паливної секції; в 1916–1917 рр. там же закінчив Вищі курси для чиновників адміністрації.
У 1919 р. керував гірничо-інженерними роботами біля Заверців.
Починаючи з 1 березня 1920 р. пан Зигмунд був головним інженером, а від 18 листопада 1920 р. до початку Другої світової війни — польським директором Галицького Об'єднання Шахт (фр. Compagnie Galicienne de Mines) в Лібйонж (нині Кам'яновугільна Шахта «Яніна»). У Другій Речі Посполитій активно брав участь у розвитку Центрального Індустріального Регіону; співпрацював з колишнім міністром промисловості та торгівлі в уряді Леопольда Скульського (1919–1920 рр.) Антонієм Ольшевським (у 1935–1937 рр. був членом комісії під керівництвом Ольшевського з дослідження державних підприємств — так званої комісії з питань етатизму) і колишнім міністром комунікації в уряді Казимира Бартеля й Юзефа Пілсудського, пізніше директором шахти в Тшебіні, Павлом Ромоцьким.
Після початку війни з 18 вересня 1939 р. в перший рік німецької окупації (до моменту призначення німцями іншого директора, що було формально оголошено 3 червня 1940 р.) був прийнятий на шахтову працю як нім. Treuhänder. Був ненадовго заарештований Гестапо за звинуваченням у диверсії в шахті; після звільнення керував шахтою ще кілька місяців, влітку або восени 1940 р. покинув Лібйонж і переїхав до своєї родини, яка з 1 вересня 1939 р. перебувала в Бежанові під Краковом в будинку, побудованому незадовго перед війною.
Помер внаслідок важкого хронічного серцево-судинного захворювання трьома роками пізніше.

## Особисте життя

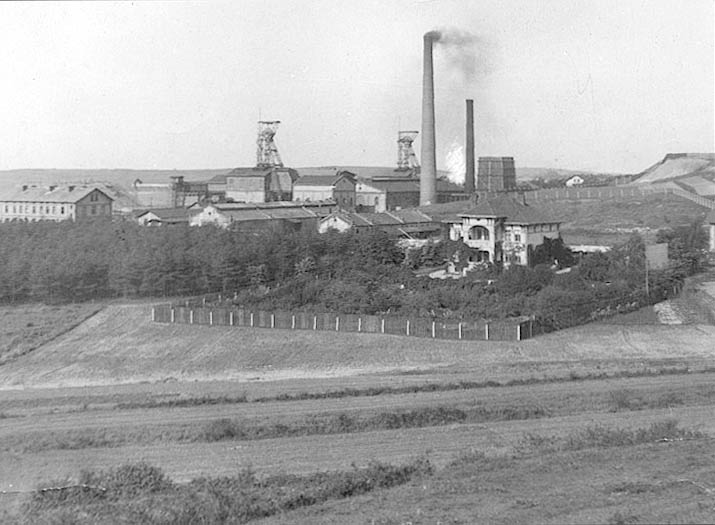
Шахта в Лібйонж у 1930 р., на передньому плані службовий будинок директора З. Щотковського

Був двічі одружений. У жовтня 1907 р. одружився з 19-річною Магдаленою-Ганною Шнабль, з якої пізніше розлучився (згодом вона вийшла заміж вдруге; померла наприкінці 1960-х рр.).
У червні 1923 р. він одружився з Марією Ветшіковською гербу Кораб, від першого шлюбу вона носила прізвище Борівська (*1886-†1959 рр.).
Він багато подорожував, особливо у Європі та в країнах навколо Середземного моря, цікавився технікою (в тому числі радіотехнікою) і фотографією (також новинками в цій галузі, наприклад, методами кольорової фотографії). У вільний час захоплювався нумізматикою й меншою мірою філателією, теслярською працею, в тому числі — технікою інтарсії на різних видах деревини.

## Нагороди
За заслуги у розвитку польської промисловості 11 листопада 1937 р. пан Зигмунт отримав Кавалерський Хрест Ордену Відродження Польщі.